# Myres Smith McDougal
Myres Smith McDougal (* 23. November 1906 in Burton, Mississippi; † 7. Mai 1998 in North Branford, Connecticut) war ein amerikanischer Jurist und Experte im Bereich des internationalen Rechts. Von 1934 bis 1975 wirkte er an der Juristischen Fakultät der Yale University, an der er 1958 zum Sterling Professor ernannt wurde. Darüber hinaus war er Präsident und Ehrenpräsident der Amerikanischen Gesellschaft für internationales Recht. Er zählte in der zweiten Hälfte des 20. Jahrhunderts zu den prägenden Rechtswissenschaftlern im Bereich des Völkerrechts.

## Leben
Myres Smith McDougal wurde 1906 im US-Bundesstaat Mississippi geboren, sein Vater war als Landarzt und Lokalpolitiker tätig. Er studierte bis 1926 klassische Altertumswissenschaft und Rechtswissenschaften an der University of Mississippi, an der er Abschlüsse als B.A., M.A. und LL.B. erwarb. Nach einer kurzen Tätigkeit als Lehrbeauftragter für Griechisch und Latein an der University of Mississippi absolvierte er 1929/1930 als Rhodes-Stipendiat ein Studium am St John’s College der University of Oxford. Ein Jahr später promovierte er an der Yale University. Während Myres Smith McDougal durch seine vorherige Ausbildung in seinen rechtsphilosophischen Ansichten vor allem positivistisch geprägt war, stellte die Yale University zu dieser Zeit ein Zentrum des Rechtsrealismus dar. Nach einem zwischenzeitlichen Lehrauftrag an der University of Illinois kehrte er 1934 nach Yale zurück und war rund zwei Jahrzehnte lang vor allem im Bereich des Eigentumsrechts tätig. Er leistete in diesem Bereich grundlegende Beiträge, durch die sich das Eigentumsrecht von der engen Fokussierung auf den Schutz privater Landbesitzansprüche weiterentwickelte zu einer umfassenden Regelung der Planung und Nutzung der räumlichen Ressourcen einer Gemeinschaft zum gemeinsamen Nutzen aller Betroffenen.
Im Zweiten Weltkrieg wirkte er 1943 unter anderem als Berater des Außenministeriums der Vereinigten Staaten. Durch diese Tätigkeit entstand sein Interesse für den Bereich des internationalen Rechts, dem er sich nach dem Krieg bis zum Ende seiner akademischen Laufbahn widmete. Er verfasste zusammen mit Mitarbeitern und Kollegen eine Reihe von umfassenden Abhandlungen zu verschiedenen Aspekten des Völkerrechts, zu denen beispielsweise das Seerecht, das Weltraumrecht, das humanitäre Völkerrecht und die Menschenrechte zählten. In den Jahren 1958 und 1959 war Myres Smith McDougal Präsident der Amerikanischen Gesellschaft für internationales Recht. 1969 gehörte er der amerikanischen Delegation zu der in Wien stattfindenden Staatenkonferenz an, auf der das Wiener Übereinkommen über das Recht der Verträge ausgearbeitet und beschlossen wurde. Nach seiner Emeritierung im Jahr 1975 wirkte er bis in die 1980er Jahre weiterhin an der Yale University. Darüber hinaus war er Gastprofessor an der New York Law School, einer privaten Rechtshochschule in New York.
Myres Smith McDougal war von 1933 bis zu seinem Tod verheiratet und hatte einen Sohn. Aufgrund von Netzhautablösung in beiden Augen musste er sich im späteren Verlauf seines Lebens vier Operationen unterziehen. Er war infolgedessen nahezu blind in den letzten vier Jahrzehnten seines Lebens, die trotz dieser Behinderung seine produktivste Schaffenszeit waren.

## Rechtsphilosophische und politische Ansichten
Zusammen mit dem Politologen Harold D. Lasswell, der ebenfalls an der Yale University tätig war, begründete Myres Smith McDougal eine als New Haven School of Jurisprudence bezeichnete Denkrichtung im Bereich der Rechts- und Politikwissenschaften. Diesem teilweise naturrechtlich geprägtem Ansatz zufolge sei das Recht nicht vorrangig als feststehendes Regelwerk, sondern als Entscheidungsprozess zu verstehen und anzuwenden. Dieser Entscheidungsprozess solle dabei die Schaffung, Förderung und Verbreitung von Werten wie Macht, Besitz, Aufgeklärtheit, Wohlstand, Warmherzigkeit, Respekt und Rechtschaffenheit zum Ziel haben.
Sowohl Theorie als auch Praxis des Rechts seien dementsprechend an bestimmten Grundsätzen auszurichten, zu denen vor allem die Errichtung einer von Respekt vor der Menschenwürde geprägten öffentlichen Ordnung gehören würde. Im Bereich des internationalen Rechts gilt seine Sichtweise im Vergleich zum vorherigen Stand als eine der wichtigsten und einflussreichsten neuen Positionen der letzten Jahrzehnte.
Den Konflikt zwischen Demokratie und Totalitarismus betrachtete er als Auseinandersetzung verschiedener Systeme der Weltordnung. Er veröffentlichte eine Reihe von Arbeiten zu verschiedenen Aspekten dieses Themas, obwohl es für Rechtswissenschaftler der damaligen Zeit eher ungewöhnlich war, zu tagespolitischen Themen öffentlich Stellung zu beziehen. Seine Abhandlungen waren dabei nach Ansicht einiger Kritiker teilweise durch den als Pax Americana bezeichneten amerikanischen Gestaltungsanspruch geprägt.

## Auszeichnungen
Myres Smith McDougal erhielt 1958 an der Yale University den Titel eines Sterling Professors, den höchsten akademischen Grad der Hochschule. 1972 wurde er in die American Academy of Arts and Sciences gewählt, 1982 wurde er zum Honorary Fellow des St John’s College in Oxford ernannt. Verschiedene Universitäten wie die Columbia University (1954), die York University (1970) und die Temple University (1975) verliehen ihm die Ehrendoktorwürde. Darüber hinaus war er Ehrenpräsident der Amerikanischen Gesellschaft für internationales Recht, von der er 1962 das ASIL Certificate of Merit (Verdiensturkunde) für sein zwei Jahre zuvor erschienenes Werk „Studies in World Public Order“ sowie 1976 die Manley-O.-Hudson-Medaille für seine Verdienste im Bereich des Völkerrechts erhielt. An der Yale University trägt seit seinem Tod ein Lehrstuhl der Juristischen Fakultät seinen Namen.

## Werke (Auswahl)
- Studies in World Public Order. Yale University Press, New Haven 1960
- Law and minimum world order. The legal regulation and international coercion. Yale University Press, New Haven 1961
- The Public Order of the Oceans: A Contemporary International Law of the Sea. Yale University Press, New Haven 1962/1963
- Law and public order in space. Yale University Press, New Haven 1963
- Human rights and world public order: The basic policies of an international law of human dignity. Yale University Press, New Haven 1980
- Jurisprudence For a Free Society: Studies in Law, Science and Policy. Nijhoff, Hingham 1992